# Wikiturfing
Wikiturfing è un termine composto da astroturfing e Wikipedia, chiamato anche wikiwashing come composto di Wikipedia e whitewashing. Il termine si riferisce a una tecnica non etica usata sia per dimostrare notizie false tramite la modifica di voci su Wikipedia sia alla tecnica di gestione della reputazione che si avvale di Wikipedia per manipolare l'opinione pubblica e migliorare o addirittura ripulire la propria immagine. È stata definita "non etica" e "fuorviante" essendo usata come mezzo per promuovere una falsa immagine del soggetto trattato consistendo di fatto in una pratica di sfruttamento di una economia collaborativa e in una tecnica di disinformazione.
Tale tecnica è sfruttata da aziende, gruppi o privati che utilizzano la condivisione online come strumento di marketing per costruirsi un'immagine positiva di sé, associando i propri valori a quelli della condivisione e della collaborazione tra gli utenti. Tali aziende spesso nascondono o limitano l'accesso alle informazioni riguardanti il loro ruolo come fornitori di servizi commerciali, al fine di eseguire pratiche abusive, come sostituire i lavoratori con volontari non remunerati o avvalendosi di esperti di markenting che si infiltrano in wikipedia con un unico scopo. Il wikiturfing è quindi una pratica che utilizza la condivisione e la collaborazione come strumenti per nascondere informazioni rilevanti e ingannare gli utenti.. Tramite il tentativo o la riuscita della pubblicazione di una voce su Wikipedia, il wikiturfing cerca di far sembrare che un'organizzazione o un'attività sia già importante e riconosciuta, anche se non lo è in realtà, e si può porre sullo stesso piano del sockpuppeting (del quale si può avvalere) e dell'astroturfing.